# Греко-римская борьба на летних Олимпийских играх 1932 — до 72 кг
Соревнования по греко-римской борьбе в рамках Олимпийских игр 1932 года в полусреднем весе (до 72 килограммов) прошли в Лос-Анджелесе с 4 по 7 августа 1932 года в Grand Olympic Auditorium.
Турнир проводился по системе с начислением штрафных баллов. За чистую победу штрафные баллы не начислялись, за победу по очкам борец получал один штрафной балл, за поражение — три штрафных балла. Борец, набравший пять штрафных баллов, из турнира выбывал.  Тот круг, в котором число оставшихся борцов становилось меньше или равно количеству призовых мест, объявлялся финальным, и борцы, вышедшие в финал, проводили встречи между собой. В случае, если они уже встречались в предварительных встречах, такие результаты зачитывались. Схватка по регламенту турнира продолжалась 20 минут.
В полусреднем весе боролись всего 8 участников. Фаворит был один: чемпион Европы 1931 года Ивар Юханссон, который за два дня до соревнований уже стал чемпионом этих Олимпийских игр, но по вольной борьбе. Юханссон в трёх встречах победил чисто, и в финальной встрече с финном Вяйнё Каяндером легко победил по очкам, став первым из олимпийских чемпионом в двух видах на одной олимпиаде. Третье место завоевал Эрколе Галлегати, ставший впоследствии участником нескольких игр и выступавший через двадцать лет на олимпийских играх 1952 года.

## Призовые места
- Ивар Юханссон
- Вяйнё Каяндер
- Эрколе Галлегати

## Первый круг
| Штрафных баллов | Участник 1    | Результат    | Участник 2       | Штрафных баллов |
| --------------- | ------------- | ------------ | ---------------- | --------------- |
| 1               | Бёрге Йенсен  | По очкам     | Арилд Даль       | 3               |
| 0               | Ивар Юханссон | Туше (4:18)  | Дюла Зомбори¹    | 3               |
| 1               | Освальд Кяпп  | По очкам     | Эрколе Галлегати | 3               |
| 0               | Вяйнё Каяндер | Туше (11:34) | Суити Ёсида      | 3               |

¹ Снялся с соревнований

## Второй круг
| Штрафных баллов | Участник 1       | Результат    | Участник 2   | Штрафных баллов |
| --------------- | ---------------- | ------------ | ------------ | --------------- |
| 0               | Ивар Юханссон    | Туше (11:04) | Арилд Даль   | 6               |
| 2               | Освальд Кяпп     | По очкам     | Бёрге Йенсен | 4               |
| 3               | Эрколе Галлегати | Неявка       | Суити Ёсида  | 6               |
| 0               | Вяйнё Каяндер    | Пропускал    |              |                 |

## Третий круг
| Штрафных баллов | Участник 1       | Результат   | Участник 2   | Штрафных баллов |
| --------------- | ---------------- | ----------- | ------------ | --------------- |
| 0               | Ивар Юханссон    | Туше (8:39) | Освальд Кяпп | 5               |
| 0               | Вяйнё Каяндер    | По очкам    | Бёрге Йенсен | 7               |
| 3               | Эрколе Галлегати | Пропускал   |              |                 |

## Четвёртый круг
| Штрафных баллов | Участник 1    | Результат    | Участник 2       | Штрафных баллов |
| --------------- | ------------- | ------------ | ---------------- | --------------- |
| 0               | Вяйнё Каяндер | Туше (11:39) | Эрколе Галлегати | 6               |
| 0               | Ивар Юханссон | Пропускал    |                  |                 |

## Финал
| Штрафных баллов | Участник 1    | Результат | Участник 2    | Штрафных баллов |
| --------------- | ------------- | --------- | ------------- | --------------- |
|                 | Ивар Юханссон | По очкам  | Вяйнё Каяндер |                 |